# Mugongomanga
Mugongomanga es una comuna de la provincia de Buyumbura Rural en Burundi. En agosto de 2008 tenía una población censada de 27 985 habitantes.
Se encuentra ubicada al oeste del país, cerca de la orilla septentrional del lago Tanganica —que la separa de la frontera con República Democrática del Congo— y de la capital del país, Buyumbura.